# Hully gully
L'Hully Gully è un tipo di danza che spesso si ritiene abbia avuto origine negli anni Sessanta, ma è anche menzionata una quarantina di anni prima come danza comune nei juke joint neri nella prima parte del XX secolo. Nella sua forma moderna consisteva in una serie di passi che vengono richiamati da chi guida il ballo. Ogni passaggio era relativamente semplice e facile da eseguire, la sfida vera e propria era tenere il passo ad ogni passaggio.

## Origine del termine
La frase "Hully Gully" o "Hull da Gull" deriva da un gioco popolare in cui un giocatore scuote una manciata di noci o semi e chiede al suo avversario "Hully Gully, quanti?".

## Diffusione
L'Hully Gully è stato lanciato da Frank Rocco al Cadillac Hotel di Miami Beach, in Florida. Nel 1959 la canzone è stata usata per le Olimpiadi, dato che non prevedeva alcun contatto fisico. Nel 1961 la versione olimpica della canzone fu resa popolare nel sud dell'Inghilterra dalla prima versione della Big Roll Band di Zoot Money coinvolgendo il pubblico di fronte al palco ballando i passi del "Southampton jive". La stessa melodia è apparsa nel 1961 in una canzone dei Marathons, intitolata "Peanut Butter", e successivamente utilizzata per la pubblicità di Peter Pan Peanut Butter negli anni '80. Tim Morgan ha cantato anche testi diversi per la canzone "Peanut Butter", menzionando però solo il marchio Skippy.
Esiste un'altra canzone sul ballo dei Dovell, intitolata Hully Gully Baby. Il gruppo Jive Five ne fece un successo con il brano Hully Gully Callin' Time; anche il duo Ike e Tina Turner aveva nel loro repertorio un titolo noto come If You Can Hully Gully (I Can Hully Gully Too). Ed Sullivan ha menzionato il Cadillac Hotel come Home of the Hully Gully nel suo spettacolo settimanale, con alcuni ballerini della rivista di Frank Rocco, noto come "Mr. Hully Gully", Rocco poi ha girato l'America (compreso il New York World's Fair 1964) e l'Europa, dove nel 1965 ha insegnato danza presso la Base NATO di Napoli, in Italia, poi a Roma e nel resto dell'Europa.
In Italia, nel 1964 il gruppo I Flippers con Edoardo Vianello portarono al successo la canzone con il singolo Hully gully in 10.

## Il ballo nella cultura di massa
- Un esempio di Hully Gully può essere visto nel film The Blues Brothers eseguito da John Belushi.
- Un esempio di Hully Gully può essere visto nel film Il boom.
- È citato nel libro The Wanderers di Richard Price.
- Il successo di Sam the Sham and the Pharaohs del 1965 Wooly Bully era originariamente chiamato Hully Gully, ma la band non poté registrarlo con quel nome a causa di una canzone già registrata con quel titolo[4]. Inoltre, la velocità dei battiti non si adattava ai passi dell'Hully Gully.
- La band portoghese Conjunto Académico João Paulo ha avuto successo nel 1965 con la canzone Hully Gully do Montanhês (in inglese: Mountain Man's Hully Gully)[5].
- È citato nel celebre brano I Watussi del singolo omonimo di Edoardo Vianello.
- In un episodio del 1993 della serie TV I Simpson, Gabbo, il manichino di un ventriloquo, balla selvaggiamente mentre canta: "Posso fare Hully Gully!"[6].
- In un episodio del 1990 di Pappa e ciccia (Roseanne) intitolato PMS, I Love You il ballo è stato descritto da Darlene come un ballo a cui nessun bambino dovrebbe assistere davanti ai propri genitori.